# Erndtebrück
Erndtebrück est une commune de Rhénanie-du-Nord-Westphalie (Allemagne), située dans l'arrondissement de Siegen-Wittgenstein, dans le district d'Arnsberg, dans le Landschaftsverband de Westphalie-Lippe.

## Personnalités liées à la ville
- Christian-Henri de Sayn-Wittgenstein-Berlebourg (1753-1800), prince mort à Röspe.
- Wilhelm Albert (1898-1960), militaire mort à Erndtebrück.

## Jumelage
Bergues (France)
 Brieselang (Allemagne)